# Barrax
Barrax er en by og kommune i det sydøstlige Spanien i provinsen Albacete. Den har et indbyggertal på 1.864 (2024) indbyggere.